# Bassmechanik
Die Bassmechanik ist das verbindende Element von Bass- und Akkordknöpfen und den dazugehörenden Bass- und Akkordklappen in einem Akkordeon.
Im Bass des Akkordeons gibt es keine direkte feste Verbindung zwischen Knopf und Klappe wie beim Diskant, sondern kommt die Bassmechanik, bestehend aus Bass- und Akkordwerk (zum Teil auch Mechanik genannt) zum Einsatz.
Um dies zu erklären, muss etwas weiter ausgeholt werden:
Beim Bass werden die einzelnen Töne mehrfach genutzt und erklingen bei mehreren Knöpfen – im Gegensatz zum Diskant, wo immer genau ein Ton und eine Taste zusammengehören.
Bei einem Akkordeon mit 120er Standardbass würde man bei direkter Verbindung 20 Tonklappen für die Grundbässe, 20 für die Terzbässe und 240 für die Akkorde benötigen. Das macht in Summe 280 Bass- und Akkordklappen. Dass dies unmöglich ist, sofern das Instrument handhabbar bleiben soll, ist einsichtig.
Die Lösung des Problems liegt darin, dass man sich sowohl bei den Bässen als auch bei den Akkorden auf die 12 Töne der chromatischen Tonleiter beschränkt. Das heißt, man kommt mit 12 Tönen für die Bässe und 12 Tönen für die Akkorde, also insgesamt 24 Tönen samt Tonklappen aus. Mit diesen sind sämtliche Bässe spielbar sowie durch beliebige Kombination sämtliche Akkorde.
Die Aufgabe des Bass- und des Akkordwerkes ist nun, die Bewegung der Spielknöpfe auf die Bass- bzw. Akkordklappen zu übertragen, damit diese sich öffnen.

## Aufbau und Funktion

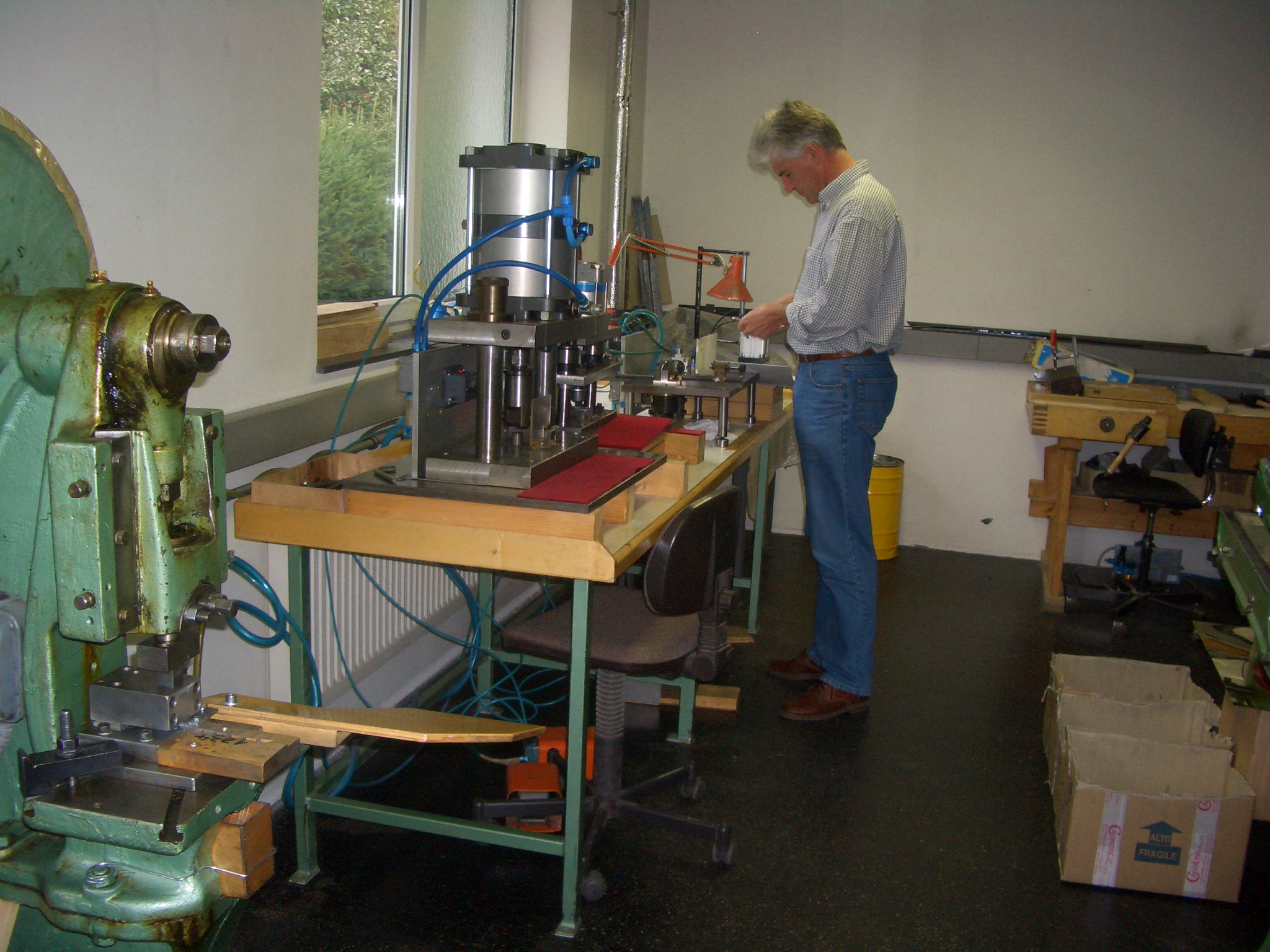
Biegen der Bassmechanik

Die Bass- und Akkordklappen sind an den Clavishebeln befestigt, die wiederum auf der Bassfüllung auf einer Achse gelagert sind.
Die Mechanik besteht aus den Akkordknöpfen, Knopfschiebern, Mitnehmerstiften, Wellenstiften, Bass- und Akkordwellen und den Fingerschiebern.
Zu jeder Bass- und Akkordklappe gehört ein sogenannter Fingerschieber. Der Bassfingerschieber hat an seinem Ende zwei U-förmige Haken, der Akkordfingerschieber nur einen. Damit drücken sie an die Clavishebel von Bass- und Akkordklappe bzw. nur an den der Akkordklappe. An dem Fingerschieber ist ein Mitnehmerstift montiert, der an dem Wellenstift der zum Ton gehörenden Welle anliegt. Es gibt insgesamt 24 Wellen, 12 Bass- und 12 Akkordwellen. An den Basswellen sind je nach Ton vier oder fünf Wellenstifte befestigt, und zwar einer für den Fingerschieber und einer für jeden Knopfschieber, der mit einem Mitnehmerstift an dem Wellenstift anliegt. Beispielsweise gibt es drei C-Bass-Knöpfe, zwei in der Terzbass- und einen in der Grundbassreihe. Auf dem Knopfschieber ist der Bassknopf montiert. Wird der Bassknopf gedrückt, bewegt sich auch der Fingerschieber. Dieser dreht durch Mitnehmer- und Wellenstift die Basswelle, die wiederum über Wellen- und Mitnehmerstift den Fingerschieber bewegt. Dieser drückt mit dem einen Haken an den Clavishebel der Bassklappe und mit dem anderen an den der Akkordklappe, wodurch sich beide Klappen von den Tonlöchern abheben. Das bewirkt: beim Bassspiel erklingen der Bass- und Akkordton je nach Ausführung der Registrierung zwei- bis fünfchörig (z. B. Kontra C, C, c, c‘, c‘‘).
An den Akkordwellen sind deutlich mehr Wellenstifte als an den Basswellen montiert, da die einzelnen Töne häufiger gebraucht werden (Beispiel: bei einem 120er Bass wird der Ton c 17-mal in der Zusammenstellung der 80 Akkorde benötigt, der Ton e 19-mal). An dem Knopfschieber des Akkordknopfes sind drei Mitnehmerstifte befestigt, die die drei Akkordwellen der im Akkord enthaltenen Töne bewegen. Diese bewegen wiederum, auch über Wellen- und Mitnehmerstifte, die Akkordfingerschieber. Diese haben allerdings nur einen Haken und öffnen durch Druck auf die Clavishebel nur die Akkordklappen.

## Berufsausbildung zum Handzuginstrumentenmacher/-in

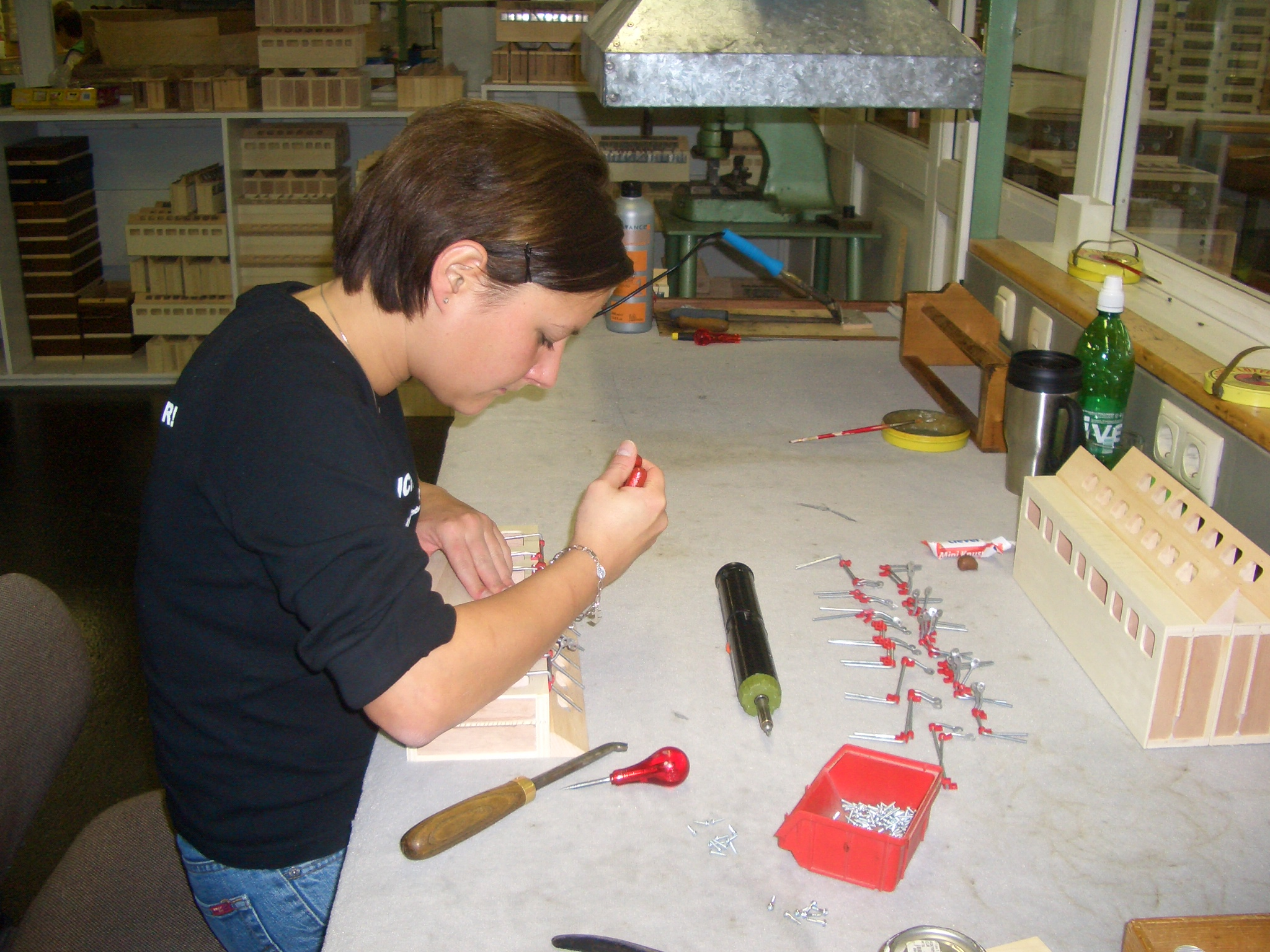
Montage Bassmechanik

Nach § 9 der Verordnung über die Berufsausbildung zum Handzuginstrumentenmacher/zur Handzuginstrumentenmacherin erstreckt sich die Abschluss-/Gesellenprüfung in Deutschland auf die in der Anlage aufgeführten Fertigkeiten und Kenntnisse sowie auf den im Berufsschulunterricht vermittelten Lehrstoff, soweit er für die Berufsausbildung wesentlich ist.
Bei der Anfertigung des Prüfungsstückes sollen Bauteile eines Handzuginstruments hergestellt werden und dabei mindestens vier der in § 9 aufgeführten Arbeiten durchgeführt werden, unter anderem das Montieren und Richten der Bassmechanik in der Schaltgruppe.